# 311e régiment d'infanterie territoriale
Le 311e régiment d'infanterie territoriale est un régiment d'infanterie de l'armée de terre française qui a participé à la Première Guerre mondiale.

## Création et différentes dénominations
- Janvier 1917: Dissolution

## Historique des garnisons, combats et batailles du240eRIT

### Première Guerre mondiale

#### Affectations
- 104e Division d'Infanterie Territoriale, d'août 1915 à novembre 1916

## Drapeau

Dessin du revers du drapeau du territorial d'infanterie.

Il porte, cousues en lettres d'or dans ses plis, les inscriptions suivantes :
- La Somme 1916